# Maurice Rouvier
Maurice Rouvier (17. dubna 1842, Aix-en-Provence – 7. června 1911, Neuilly-sur-Seine) byl francouzský politik. Byl představitelem strany Republikánská unie (Union républicaine), v níž patřil k umírněnému křídlu (Républicains modérés), a posléze strany Demokratická republikánská aliance (Alliance républicaine démocratique). Ve dvou obdobích byl premiérem Francie (30. květen až 12. prosinec 1887, 24. leden 1905 až 12. březen 1906). Zastával i řadu dalších vládních funkcí: ministr kolonií (1881–1882), ministr obchodu (1881–1882, 1884–1885), ministr financí (1887, 1889–1892, 1902–1905) a ministr zahraničních věcí (1905–1906).
Do politiky vstoupil jako podporovatel Léona Gambetty, k jeho podpoře založil roku 1870 i deník L'Égalité. Do francouzských dějin se zapsal především prosazením zákona o odluce církve a státu v roce 1905, po jehož přijetí propukly nepokoje, v jejichž důsledku musel odstoupit. K jeho pádu přispěla i politika, jejímž cílem bylo vyhnout se roztržce s Německem v otázce Maroka (poté, co na protest proti jeho smířlivosti odstoupil ministr zahraničí Théophile Delcassé, ujal se funkce sám). Tisková nacionalistická kampaň tehdy značně přispěla k jeho nepopularitě. Byl též úspěšným bankéřem a platil za znalce rozpočtové problematiky, ve funkci ministra financí se mu dařilo krotit schodky, nicméně se též zapletl do panamského skandálu, což ho donutilo na jeden z mandátů ministra financí rezignovat (1892), byť se později soudně očistil.
Byl svobodným zednářem. Jeho manželkou byla sochařka a spisovatelka Marie-Noémi Cadiotová.